# San Jacinto Mountains
De San Jacinto Mountains vormen een gebergte in het zuiden van de Amerikaanse staat Californië. Deze grofweg zuid-noordgeoriënteerde bergketen ten oosten van Los Angeles maakt deel uit van de Peninsular Ranges.
Het gebergte is genoemd naar Hyacinth van Caesarea (San Jacinto in het Spaans) en werd door de inheemse Mojave Avii Hanupach genoemd.

## Geografie
Het gebergte strekt zich uit van de San Bernardino Mountains naar de Santa Rosa Mountains in het zuidoosten. Het is van die eerste gescheiden door Banning en San Gorgonio Pass. De San Jacinto Mountains zijn de meest noordelijke bergen in de Peninsular Ranges. De hoogste bergtop is San Jacinto Peak, die 3302,3 meter boven het zeeniveau reikt. Het gebergte vormt een deel van de Great Basin Divide, de waterscheiding rondom het Grote Bekken; het bekken van de Salton Sea ligt namelijk ten oosten van de San Jacinto Mountains. In dat bekken ligt de Coachella Valley met daarin steden als Palm Springs en Rancho Mirage. Op de westelijke flank ligt het dorp Idyllwild. Ten westen van het gebergte ligt de San Jacinto Valley, waar Hemet ligt.
Verschillende federale agentschappen beheren het land in de San Jacinto Mountains. De Forest Service beheert een groot deel, met name in het westen, via het San Bernardino National Forest. In het oosten beheren de Forest Service en het Bureau of Land Management samen het Santa Rosa and San Jacinto Mountains National Monument. De verweerde top van San Jacinto Peak valt dan weer onder het beheer van de staat, via het Mount San Jacinto State Park. Het domein van het staatspark is evenwel sinds 2000 ook opgenomen in het nationale monument. Hetzelfde geldt voor het Ague Caliente Indian Reservation op de oostflank.

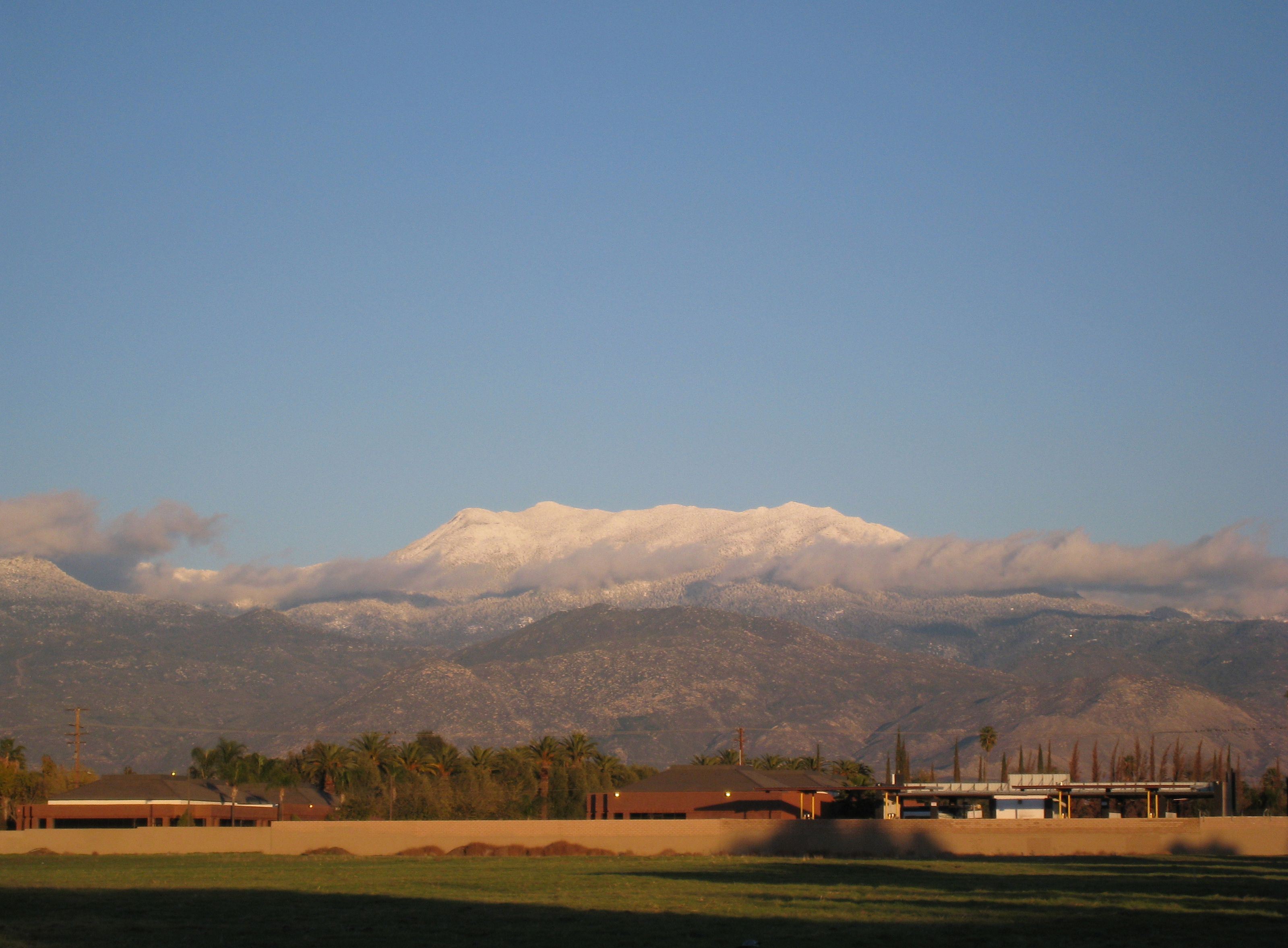
Gezien vanaf Hemet in Riverside County.